# Artherola sima
Artherola sima là một loài tò vò trong họ Ichneumonidae.